# Вершники революції
«Вершники революції» — радянський художній фільм 1969 року, знятий на кіностудії «Таджикфільм».

## Сюжет
Головний герой фільму — командир батальйону НК по боротьбі з бандитизмом Каміл Юлдашев (Мухтар Ага-Мірзаєв). У перших кадрах фільму він постає перед нами з петлею на шиї — трибунал царської Туркестанської дивізії засудив його до смертної кари за участь у заколоті. Але біля підніжжя шибениці теж спалахує заколот і друзі Юлдашева відбивають його у катів. У республіці проголошена Радянська влада, але вона ще не міцно утвердилася: всюди змови, шкідництво, бандитські нальоти. Все це порушує життя мирних жителів і загрожує молодій Радянській республіці. Юлдашев і його бійці присягнули на вірність Леніну, трудовому народу і соціалізму. Бійцям і командирам доводиться бути не тільки бійцями у відкритому бою з ворогом, але й бути розвідниками, слідопитами. Доводиться розшифровувати таємні послання еміра, розкривати змови ворогів — колишніх офіцерів генерального штабу царської армії, хитрих мулл і спритних авантюристів.

## У ролях
- Мухтар Ага-Мірзаєв —  Каміл Юлдашев
- Шукур Бурханов —  Азнавур, ад'ютант Юлдашева  (озвучував  Яків Бєлєнький)
- Аббас Бакіров —  Худояров
- Хамза Умаров —  Карієв
- Володимир Ємельянов —  Карташов
- Юрій Дедович —  чекіст Ілля Трофімов, він же полковник Бравицький
- Аркадій Толбузін —  Агєєв
- Артик Джаллиєв —  Клич
- Бакен Кидикєєва —  Хадичі Амінова
- Раджаб Адашев —  червоноармієць
- Туган Реджіметов —  Санат Таліпов, вчитель, контрреволюціонер  (дублював  Владислав Баландін)
- Джавлон Хамраєв —  Шамсі Кіямов
- Микола Балаєв — Фомич
- Набі Рахімов — змовник
- Вахаб Абдуллаєв — Абдулла курбаши
- Федір Котельников — червоноармієць
- Віталій Леонов — Леонов, колишній артист, контрреволюціонер (озвучив Костянтин Карельських)
- Євген Сегеді — полковник
- Рауф Балтаєв — Домулла
- Сайфі Алімов — епізод
- Кудрат Ходжаєв — Мірза Карімбай
- Раджаб Адашев — червоноармієць
- Юрій Рубан — Рибак, штабс-капітан
- Шералі Пулатов — епізод
- Максуд Атабаєв — епізод
- Саат Таліпов — епізод

## Знімальна група
- Режисер — Каміл Ярматов
- Сценаристи — Михайло Мелкумов, Каміл Ярматов
- Оператор — Мирон Пенсон
- Композитор — Ікрам Акбаров
- Художник — Євген Пушин